# Euloge Schneider
Johann Georg Schneider (Wipfeld, 20 ottobre 1756 – Parigi, 1º aprile 1794) è stato un monaco cristiano francese.

## Biografia
Johann Georg Schneider, detto Euloge, nacque a Wipfel, Baviera nel 1756, figlio di un vinaio. Aveva dieci fratelli.

### A Würzburg
I suoi genitori volevano che seguisse la carriera ecclesiastica. Studiò latino presso il monastero di Heidenfeld, sotta la guida di Valentin Fahrmann. In seguito fu accolto presso il Gymnasium di Würzburg. 
Alla fine della scuola decise di non frequentare la Facoltà di teologia, ma di iscriversi alla Julius-Maximilians-Universität per poter studiare filosofia.

### Padre Eulogio
In seguito alle pressioni dei suoi genitori, alla fine studiò teologia e prese i voti con il nome di Eulogio (dal greco: eu=buono, logos=parola).

### Durante la rivoluzione
Nel 1791 divenne vicario generale a Strasburgo dove, conquistato dagli ideali rivoluzionari, organizzò una rete di ex-sacerdoti, gli Schneideriani. 
Scrisse un'ode alla Rivoluzione francese:
Gefallen ist des Despotismus Kette,
Beglücktes Volk! von deiner Hand:
Des Fürsten Thron ward dir zur Freiheitsstätte
Das Königreich zum Vaterland.
Kein Federzug, kein: „Dies ist unser Wille“,
entscheidet mehr des Bürgers Los.
Dort lieget sie im Schutte, die Bastille,
Ein freier Mann ist der Franzos!

Accusato di aver abusato della propria posizione di pubblico accusatore, fu arrestato da Saint-Just nel 1793. Processato, fu condannato e ghigliottinato il primo aprile 1794. Di lui avrebbe scritto il boia di Parigi nelle sue presunte memorie: 
«Oggi abbiamo ghigliottinato Euloge Schneider, ex prete, che aveva fatto del Tribunale rivoluzionario di Strasburgo, dove era pubblico accusatore, un vero e proprio covo di malfattori. Ha esercitato chiaramente il terrore a suo profitto, o meglio a profitto dei vizi. Faceva girare per tutta l'Alsazia il suo Tribunale, la ghigliottina e il mio collega di Strasburgo scortati da ussari con dei teschi dipinti sulle loro giberne; costringendo a illuminare tutto il paese all'entrata della sua truppa, riscuotendo contributi come fosse un generale d'Armata, pronunciando sentenze di morte che non si dava la pena di registrare, mettendo all'ordine del giorno l'ubriachezza, le ruberie e gli stupri ovunque si fermasse. [...] Durante la sua assenza, era arrivato il rappresentante Saint-Just, al quale l'orco dell'Alsazia non poteva fare paura. Schneider fu arrestato il giorno stesso ed esposto sul proprio patibolo per tre ore e poi inviato a Parigi dove, questa volta, il Tribunale rivoluzionario ha veramente fatto giustizia».
Queste, invece, le parole con cui Schneider si era dichiarato innocente in una missiva inviata al procuratore generale di parigi Fouquier-Tinville:
«Avrai appreso dai giornali la disgrazia che mi ha colpito; basandosi su perfide denunce, che ancora non conosco, Saint-Just e Lebas, i rappresentanti del popolo inviati straordinariamente all'Armata del Reno, mi fecero arrestare un'ora dopo il loro arrivo e mi condussero in prigione. A mezzogiorno fui portato nella piazza principale di Strasburgo dove rimasi legato alla ghigliottina per tre ore. Ah! Che trionfo per gli aristocratici di cui sono sempre stato il terrore! [...] Tutto il disastro è avvenuto senza che nessuno mi avesse interrogato o sentito un momento; non ne capisco nulla. Bisogna aspettare fino a quando i cinquantadue capi di accusa [...] mi siano comunicati. Questi riguardano, senza dubbio, le cinquantadue sentenze emesse dalla Commissione rivoluzionaria presso la quale avevo il ruolo di accusatore. Queste sentenze, senza dubbio, non potevano piacere agli aristocratici e agli intriganti che si sono mischiati fino adesso tra i patrioti, e cercano di distruggere il più valido sostegno della rivoluzione attribuendosene il merito. Il tempo chiarirà tutto; desidero solo di essere giudicato.»
Fu membro degli Illuminati.

## Opere
- De philosophiae in sacro tribunali usu commentatio, 1786 (in Latino);
- Rede über die christliche Toleranz auf Katharinentag, 1785;
- Des heiligen Chrysostomus Kirchenvaters und Erzbischoffs zu Konstantinopel Reden über das Evangelium des heiligen Matthei. Dal greco tradotto e con note di Johann Michael Feder and E. Sch., 2 vols., 4 dept., 1786–88;
- Freymüthige Gedanken über den Werth und die Brauchbarkeit der Chrysostomischen Erklärungsreden über das Neue Testament und deren Uebersetzung, 1787;
- Oden eines Franziscaner Mönchs auf den Rettertod Leopolds von Braunschweig, 1787;
- Ode an die verehrungswürdigen Glieder der Lesegesellschaft zu Bonn, als das Bildniß unsers erhabenen Kurfürsten im Versammlungssaale feyerlich aufgestellt wurde, 1789;
- Rede über den gegenwärtigen Zustand, und die Hindernisse der schönen Litteratur im katholischen Deutschlande, 1789;
- Elegie an den sterbenden Kaiser Joseph II., 1790;
- Die ersten Grundsätze der schönen Künste überhaupt, und der schönen Schreibart insbesondere, 1790;
- Gedichte. Con ritratto dell'autore, 1790 (51812) [Ristampa 1985];
- Katechetischer Unterricht in den allgemeinsten Grundsätzen des praktischen Christenthums, 1790;
- Patriotische Rede über Joseph II. in höchster Gegenwart Sr. kurfürstl. Durchl. von Cöln, 1790;
- Predigt über den Zweck Jesu bey der Stiftung seiner Religion, held in the court chapel of Bonn on December 20, 1789, 1790;
- Trauerrede auf Joseph II. held before the high Imperial Supreme Court of Wetzlar, 1790;
- Das Bild des guten Volkslehrers, entworfen in einer Predigt über Matth. VII, 15, am 17ten Sonntage nach Pfingsten, 1791;
- De novo rerum theologicarum in Francorum imperio ordine commentatio, 1791 (in Latin);
- Die Quellen des Undankes gegen Gott, den Stifter und Gründer unserer weisen Staatsverfassung, dargestellt in einer Predigt über Luk. XVII, 17, am 13ten Sonntage nach Pfingsten, 1791;
- Die Übereinstimmung des Evangeliums mit der neuen Staats-Verfassung der Franken. A speech when swearing the solemn civic oath, 1791;
- Rede über die Priesterehe, of the Society of Friends of the Constitution on October 11, 1791, read in the session of Strasbourg. Translated from French and with notes, 1791;
- Argos, oder der Mann mit hundert Augen, 4 Vols. [4th Vol. publ. by Friedrich Butenschön and Johann Jakob Kämmerer] 1792-1794 [Reprint 1976];
- Auf die Erklärung der National-Versammlung Frankreichs an die Völker Europa's und die ganze Menschheit, in Rücksicht des bevorstehenden Krieges vom 29. December 1791, 1792;
- Auf Kaiser Leopolds II. Tod, 1792;
- Discours sur l'éducation des femmes, held before the Society of Friends of the Constitution meeting in Strasbourg, 1792 (in French);
- Gedächtnisrede auf Mirabeau vor der Gesellschaft der Constitutionsfreunde, 1792;
- Jesus der Volksfreund, 1792;
- Politisches Glaubensbekenntnis, presented to the Society of Friends of the Constitution, 1792;
- Von einem deutschen Bauern am Rhein, 1792;
- Ernste Betrachtungen über sein trauriges Schicksal, nebst flüchtigem Rückblick auf seinen geführten Lebenswandel kurz vor seiner Hinrichtung von ihm selbst geschrieben, 1794;
- Der Guckkasten, a funny poem in three songs. From his posthumous papers, 1795;